# Bellevue (Wisconsin)
Bellevue es una villa ubicada en el condado de Brown en el estado estadounidense de Wisconsin. En el Censo de 2010 tenía una población de 14.570 habitantes y una densidad poblacional de 390,71 personas por km².

## Geografía
Bellevue se encuentra ubicada en las coordenadas 44°27′39″N 87°57′21″O / 44.46083, -87.95583. Según la Oficina del Censo de los Estados Unidos, Bellevue tiene una superficie total de 37.29 km², de la cual 37.15 km² corresponden a tierra firme y (0.38%) 0.14 km² es agua.

## Demografía
Según el censo de 2010, había 14.570 personas residiendo en Bellevue. La densidad de población era de 390,71 hab./km². De los 14.570 habitantes, Bellevue estaba compuesto por el 87.49% blancos, el 1.02% eran afroamericanos, el 0.86% eran amerindios, el 3.88% eran asiáticos, el 0.01% eran isleños del Pacífico, el 4.87% eran de otras razas y el 1.87% pertenecían a dos o más razas. Del total de la población el 9.33% eran hispanos o latinos de cualquier raza.